# Nick Jr. Australia
Nick Jr. Australia ist ein Fernsehsender in Australien, der wie bei allen anderen Versionen, auf Vorschulkinder zugeschnitten ist. Bis zum 14. März 2004 war Nick Jr. Australia ein Programmfenster auf Nickelodeon.
Im Gegensatz zu anderen Sprachversionen wird Nick Jr. Australia von XYZnetworks betrieben, jedoch unter der Lizenz von Viacom.

## Sendungen
- Die Koala Brüder *
- Dora
- Feuerwehrmann Sam *
- Harry und sein Eimer voller Dinos *
- Lazy Town *
- Miss Spider
- Wonder Pets!

*-Sendung läuft in Deutschland bei Super RTL